# Suchodolscy herbu Janina

Janina – herb szlachecki którym pieczętowali się Suchodolscy

Suchodolscy herbu Janina – polski ród szlachecki, wywodzący się z miejscowości Suchodoły w powiecie krasnostawskim (koło Lublina). Jedna z gałęzi posiadała tytuł hrabiowski.

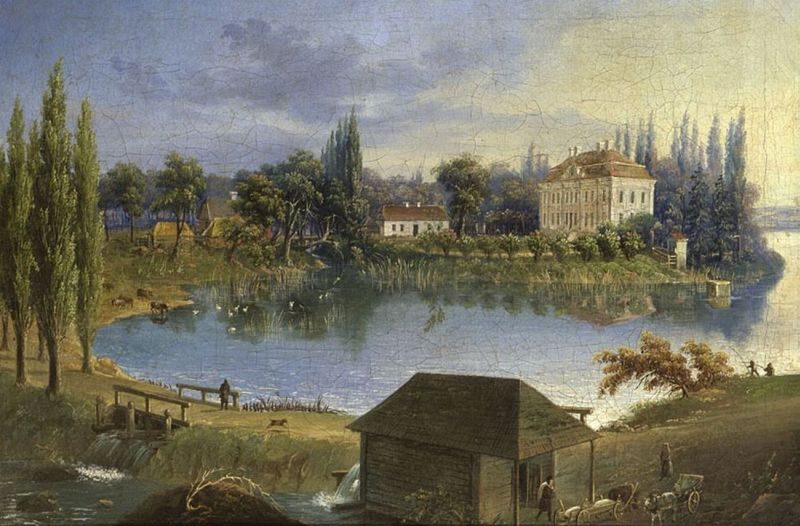
Zamek Suchodolskich w Piaskach

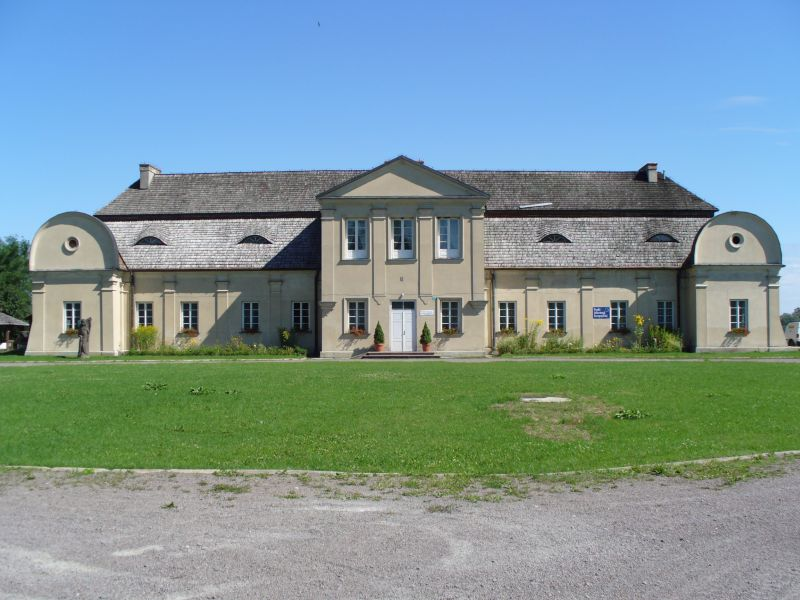
Pałac Suchodolskich w Dorohusku

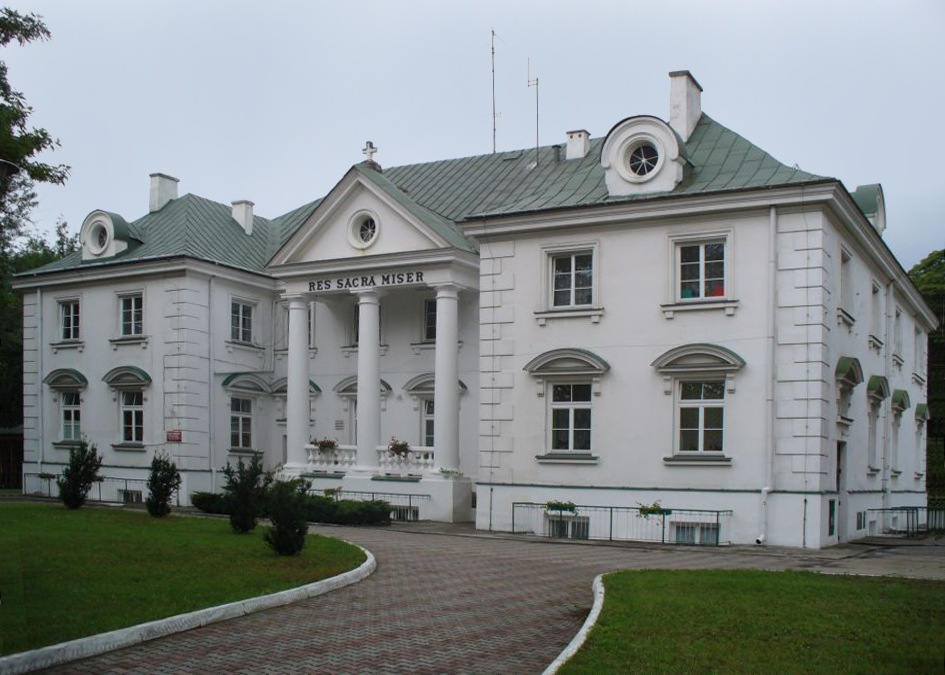
Pałac Suchodolskich w Gościeradowie

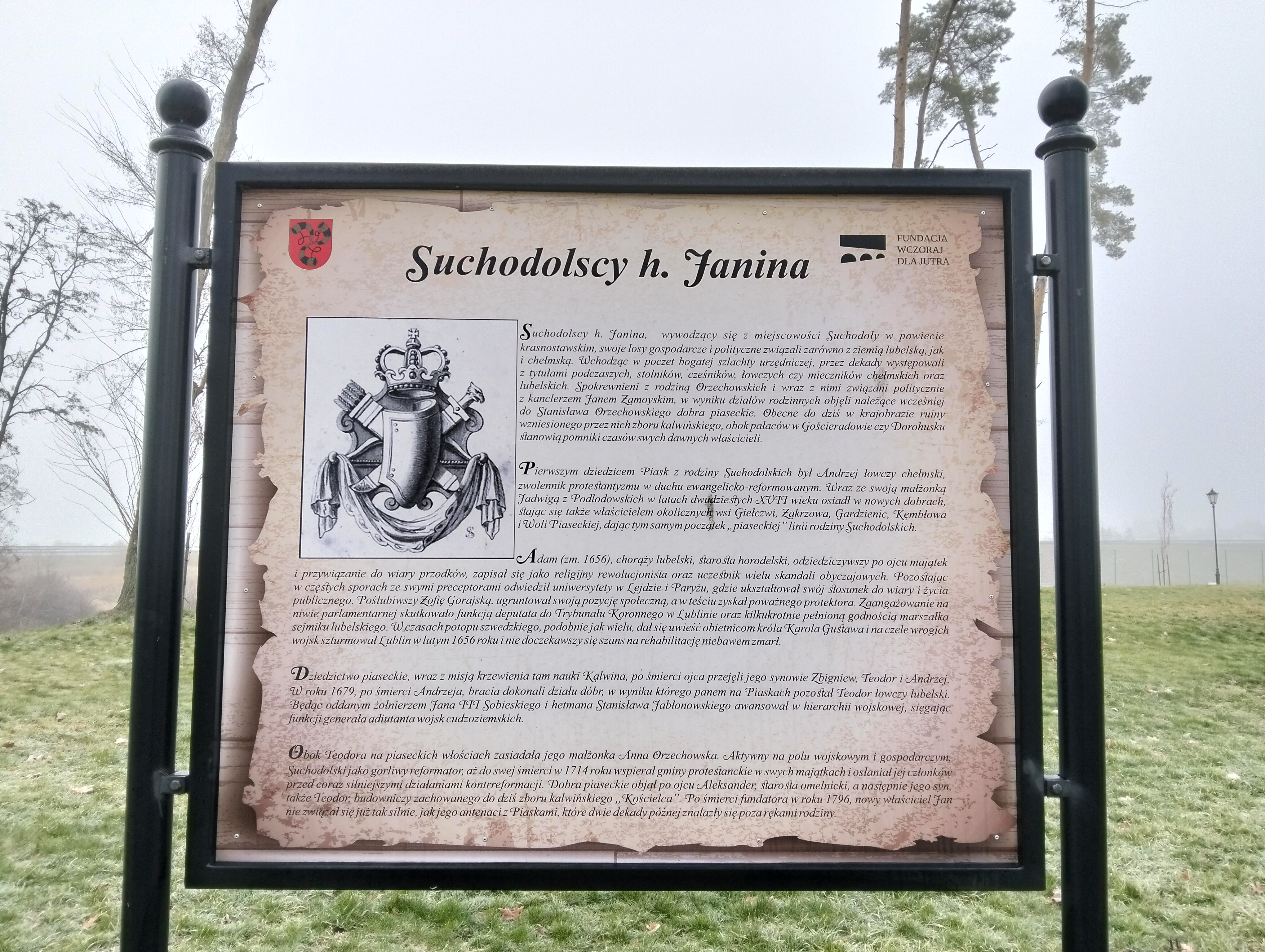
Tablica przy zborze kalwińskim w Piaskach

## Historia rodu
Nazwisko pojawia się po raz pierwszy w r. 1388. Protoplastą rodu był Maciej Suchodolski (ur. 1360) – dziedzic na Suchodołach, sędzia ziemski lubelski, starosta lubelski i chełmski. Tytułował się sędzią generalnym ziemi lubelskiej. Występuje w dokumentach królewskich Władysława Jagiełły. Był jednym z gwarantów unii polsko-litewskiej w 1413. Adoptował do h. Janina bojara litewskiego Wojsyma Danejkowicza, co potwierdzała przywieszona do aktu pieczęć z jego herbem i nazwiskiem.

## Inne rody Suchodolskich
- Suchodolscy herbu Abdank
- Suchodolscy herbu Jastrzębiec
- Suchodolscy herbu Junosza
- Suchodolscy herbu Pobóg
- Suchodolscy herbu Rawicz
- Suchodolscy herbu Ślepowron
- Suchodolscy herbu Ogończyk

## Przedstawiciele rodu
- Maciej (ur. 1360, zm. 1431) – kasztelan zawichojski, sędzia ziemski lubelski, starosta chełmski i lubelski, doradca króla Władysława Jagiełły,
- Mikołaj (XV w.) – rycerz, komornik podkomorzego lubelskiego, zapisany na Akademię Krakowską,
- Adam (zm. 1656) – marszałek sejmiku deputackiego, poseł na sejm koronacyjny, starosta horodelski, chorąży lubelski, działacz kalwiński,
- Zbigniew (ur. 1646, zm. po 1706) – działacz reformacyjny, patron zboru piaseckiego, skarbnik i podczaszy lubelski,
- Mikołaj Piotr (zm. ok. 1670) – dworzanin królewski, stolnik chełmski, działacz braci polskich,
- Andrzej (zm. 1656 ?) – pułkownik, starosta lityński,
- Stanisław (zm. 1682) – rotmistrz królewski, deputat na Trybunał Koronny, starosta lityński,
- Franciszek (XVII w.) – oficer, uczestnik odsieczy wiedeńskiej,
- Samuel (1649–1727) – kartograf, geodeta, architekt i inżynier wojskowy,
- Jan Władysław (ur. ok. 1687, zm. 1751) – kartograf, geodeta budowniczy i architekt,
- Maciej Stanisław (zm. 1749) – kasztelan lubelski, chorąży lubelski, poseł na sejm, deputat na Trybunał Koronny,
- Michał Maurycy (zm. 1781) – kasztelan lubelski, chorąży krasnostawski i chełmski, podczaszy krasnostawski i chełmski,
- Wojciech (1749– 1826) – kasztelan radomski, poseł na Sejm Czteroletni, konfederat barski, hrabia galicyjski,
- Eligiusz (ur. ok. 1815, zm. 1894) – ziemianin, muzyk, filantrop, hrabia
- Zygmunt – powstaniec styczniowy,
- Feliks – inżynier, powstaniec styczniowy,
- Leopold (ur. 1845, zm. 1921) – powstaniec styczniowy, pisarz i sekretarz gminny,
- Maciej Karol (ur. 1893, zm. 1949) – ksiądz kanonik, proboszcz w Targowiskach, należał do AK, genealog,
- Bolesław (ur. 1926, zm. 1987) – nauczyciel, dyrektor szkoły, prezes oddziału ZNP